# Francesc II Ordelaffi
Francesc II Ordelaffi conegut com a Cecco II Ordelaffi, fou fill de Sinibald i de Onestina dei Calboli, i net de Teobald I Ordelaffi. Va assolir la senyoria vers el 1331. Es va casar amb Marzia degli Ubaldini coneguda per Cia Ubaldini (morta el 1381). Fou partidari dels gibel·lins. Vers el 1333 va aconseguir el títol de vicari imperial de Forlì i Cesena. Va hostejar a Giovanni Boccaccio, i a través d'ell als poetes Nereo Morandi i Francesco Miletto de Rossi (Checco).
El 1355 el Papa va decidir recuperar la Romanya expulsant als gibel·lins. El juny de 1357 el cardenal Albornoz, enviat del Papa, va ocupar Cesena (on la Rocca fou defensada amb valor per la seva muller Cia Ubaldini) i el 25 de juliol va entrar a Forlimpopoli. Quan Albornoz es va retirar el setembre Francesc va cremar una estàtua del Papa en públic i va desafiar als pontificis. El 1359 Albornoz va tornar i va derrotar a Francesc i va conquerir Forlì.
Va morir el 1373 o 1374. El seu fill Sinibald I Ordelaffi el va succeir més tard.